# Europarlamentari della Bulgaria della VIII legislatura
Gli europarlamentari della Bulgaria della VIII legislatura, eletti in occasione delle elezioni europee del 2014, sono stati i seguenti.

## Composizione storica
| Europarlamentare          | Lista                                            | Gruppo |
| ------------------------- | ------------------------------------------------ | ------ |
| Nedžmi Ali                | Movimento per i Diritti e le Libertà             | ALDE   |
| Nikolaj Barekov           | Bulgaria senza Censura                           | ECR    |
| Tomislav Dončev           | Cittadini per lo Sviluppo Europeo della Bulgaria | PPE    |
| Angel Džambazki           | Movimento Nazionale Bulgaro                      | ECR    |
| Marija Gabriel            | Cittadini per lo Sviluppo Europeo della Bulgaria | PPE    |
| Filiz Hjusmenova          | Movimento per i Diritti e le Libertà             | ALDE   |
| Ilijana Jotova            | Partito Socialista Bulgaro                       | S&D    |
| Ilhan Kjučjuk             | Movimento per i Diritti e le Libertà             | ALDE   |
| Svetoslav Hristov Malinov | Democratici per una Bulgaria Forte               | PPE    |
| Iskra Mihajlova           | Movimento per i Diritti e le Libertà             | ALDE   |
| Momčil Nekov              | Partito Socialista Bulgaro                       | S&D    |
| Andrej Novakov            | Cittadini per lo Sviluppo Europeo della Bulgaria | PPE    |
| Eva Majdell               | Cittadini per lo Sviluppo Europeo della Bulgaria | PPE    |
| Georgi Pirinski           | Partito Socialista Bulgaro                       | S&D    |
| Emil Radev                | Cittadini per lo Sviluppo Europeo della Bulgaria | PPE    |
| Sergej Stanišev           | Partito Socialista Bulgaro                       | S&D    |
| Vladimir Uručev           | Cittadini per lo Sviluppo Europeo della Bulgaria | PPE    |

## Modifiche intervenute

### Cittadini per lo Sviluppo Europeo della Bulgaria
- In data 24.11.2014 a Tomislav Dončev subentra Andrej Kovačev.
- In data 14.09.2017 a Marija Gabriel subentra Asim Ademov.

### Partito Socialista Bulgaro
- In data 17.01.2017 a Ilijana Jotova subentra Peter Kurumbašev.